# 아간

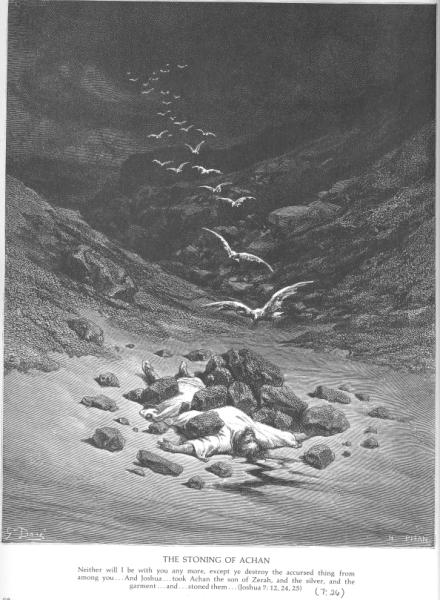

아간(Achan, עכן)은 성경에 나오는 인물로, 유다 지파 세라의 증손 삽디의 손자 갈미의 아들인 아간이다. 그리고 '곤란'이라는 뜻을 가진다.

## 아이성 전투
여호수아 시대에 아이성 전투에 패배하자 하나님께 기도했는데 실패한 원인이 아간에게 있었다. 그는 여리고 성 점령에서 얻은 전리품, 즉 온전히 바친 물건에 대한 중대한 범죄를 저질렀다. 이에 여호수아는 그 범죄 때문에 제비를 뽑았는데 아간이 뽑혔다. 그리고 그는 여호수아에게 자백하자 그와 그 가족과 그의 소유들을 아골 골짜기에서 돌로 쳐 죽여 불살랐다.

## 해석
여호수아기에서는 여리고와 아이성 사이에 있는 아간이 형벌을 받은 장소가 그를 기념하여 아골 골짜기로 알려지게 되었다고 말한다. 이 이야기는 아골 골짜기를 필연적으로 건너는 지점에서 '아골'의 민간 어원을 제공하는 병인학적 신화로도 해석된다.
그러나 주목해야 할 한 가지 항목은 본문에서 아골이 훔친 옷을 바빌론의 것으로 묘사하고 있다는 것이다. (시날에서) 이스라엘의 침공 시기는 일반적으로 기원전 15세기 또는 12세기로 거슬러 올라가지만, 기원전 1595년에서 기원전 627년 사이에 바빌론은 외국의 지배를 받았다. 이러한 이유로 몇몇 원문 학자들은 아골 이야기의 이 부분이 기원전 7세기 또는 그 이후에 기록되었다고 믿는다.

## 같이 보기
- 여호수아